# أيومي كارو
أيومي كارو (海堀 あゆみ) (4 سبتمبر 1986 في ناغاوكاكيو في اليابان – )؛ هي لاعبة كرة قدم كانت تلعب كحارس مرمى. ولعبت مع منتخب اليابان لكرة القدم للسيدات.

## وصلات خارجية
- أيومي كارو على موقع الاتحاد الدولي (مؤرشف)  (الإنجليزية)
- أيومي كارو على موقع الاتحاد الأوربي (الإنجليزية)
- أيومي كارو على موقع قاعدة بيانات كرة القدم.إي يو (الإنجليزية)
- أيومي كارو على موقع Soccerway.com (الإنجليزية)
- أيومي كارو على موقع عالم كرة القدم.نت (الإنجليزية)
- أيومي كارو على موقع أوليمبيديا (الإنجليزية)